# 木原弘二
木原弘二（きはら ひろじ、1929年2月5日- ）は、日本の生化学者、慶応義塾大学名誉教授。

## 略歴
京都府出身。1951年大阪大学理学部化学科卒、医学博士。大阪市立大学理工学部講師、1963年慶應義塾大学医学部助教授、教授となる。95年定年、名誉教授。

## 著書
- 『生命を支える物質』 (生命の科学シリーズ）日本放送出版協会 1974
- 『生命のしくみ 化学の立場』 (テレビ大学講座)旺文社 1980
- 『生命と物質 草創期の生化学』東海大学出版会 1982
- 『生命とはなにか そのしくみと働きを探る』講談社(ブルーバックス)  1982
- 『生命のしくみ 2』(テレビ大学講座)旺文社 1983
- 『ヒトの身体のしくみ 生命をささえる分子たち』青土社 1987
- 『痛風 ヒポクラテスの時代から現代まで』中公新書 1990
- 『生命のしくみ 細胞の働き』編著 放送大学教育振興会 1993

### 翻訳
- ルネ・デュボス『人間と適応 -生物学と医療-』みすず書房 1970
- バトラ『細胞とガン』渡辺慶一共訳 みすず書房 1971
- J.R.プラット『人間へのステップ 破局の回避』ダイヤモンド社 1973
- アミタイ・エチオーニ『人間生物学の衝撃 一社会科学者の報告と提言』新曜社 1977
- ジョゼフ・ニーダム編『生化学の歴史』みすず書房 1978
- C.A.クラーク『遺伝と病気』朝倉書店 1981
- D.L.ハル『生物科学の哲学 (哲学の世界) 培風館 1985

## 論文
- <木原弘二